# Ernest Denis
Pour les articles homonymes, voir Denis et Ernest Denis (homme politique).
Ernest Denis, né le 3 janvier 1849 à Nîmes (Gard) et mort à Paris le 5 janvier 1921, est un historien français, spécialiste de l'Allemagne et de la Bohême. Il a joué un rôle important dans la fondation et la délimitation de l'État tchécoslovaque en 1918. Avec Louis Léger, il peut être considéré comme le meilleur historien français du monde slave au début du XXe siècle.
À sa mort, le gouvernement tchécoslovaque a acheté son manoir parisien de la rue Michelet afin d'y installer l'Institut d’études slaves nouvellement créé.

## Biographie
Nîmois, issu d'une vieille famille protestante du Gard, Ernest Denis a affirmé très rapidement des convictions républicaines qui ne le quitteront plus.
Après ses études secondaires à l'institution Jauffret à Paris, il est reçu huitième au concours d'entrée de l'École normale supérieure en 1867.
En 1870, Ernest Denis participa à la défense de Paris assiégé. C'est durant ce siège qu'il prit connaissance du manifeste que les députés tchèques adressèrent, le 8 décembre 1870, au comte de Beust, alors chancelier de l'empire d'Autriche-Hongrie. À cette époque, la Bohême et la Moravie était partie intégrante de l'empire d'Autriche-Hongrie et à ce titre des Tchèques siégeaient au parlement de Vienne. Dans ce manifeste qui devait être remis à l'empereur François-Joseph Ier lui-même, les députés tchèques, au nom de l'humanité offensée, protestaient contre la violence faite à la France, « nation héroïque, remplie d'une juste fierté nationale ».
Ernest Denis fut très touché par ce manifeste et il voulut mieux connaître l'histoire du peuple tchèque alors très peu connue en France.
Après une année d'enseignement en Corse, à Bastia, Ernest Denis, jeune agrégé d'histoire (reçu 3e à l'agrégation d'histoire en 1871) et très marqué par la récente et sévère défaite de la France contre la Prusse, entreprend son premier voyage en Bohême en 1872. Il s'inscrit à l'université Charles de Prague où il passe trois ans. Il apprend le tchèque et le russe et rassemble la documentation pour la thèse qu'il consacre au réformateur tchèque du début du XIVe siècle, Jan Hus, victime lui aussi des Allemands au cours du concile de Constance. Celle-ci paraîtra en 1878, après son retour en France. Ce premier séjour à Prague lui permet de rencontrer le grand historien des Tchèques, František Palacký (1798-1876).
Après son retour en France, Denis est nommé successivement professeur de l'enseignement secondaire à Chambéry (1875), à Carcassonne (1876), à Angoulême (1877) et à Bordeaux (1878). Ses convictions républicaines affirmées suscitent alors quelques remous dans la France de l'« Ordre moral ». Le régime républicain est alors dominé par les royalistes. Sa nomination dans l'enseignement supérieur en 1878 est aussi une façon d'écarter ce professeur compétent, jugé un peu trop républicain.
Le 7 juin 1878, il soutient ses deux thèses de doctorat ès lettres à la Faculté de Paris. La première, en français, s'intéresse au hussitisme. La deuxième, en latin, traite des affaires politiques de Bohême, à travers l’œil de l'orateur Antoine Marini (XVe siècle). 
En novembre 1878, Denis est nommé maître de conférences à la Faculté des Lettres de Bordeaux où, malgré des devoirs professionnels très stricts, il s'efforce de faire place dans ses cours aux questions slaves sans oublier les intérêts de la France. Il arrive à attirer un public d'étudiants toujours plus nombreux.
À la fin de 1881, il quitte Bordeaux pour se rendre à Grenoble en qualité de chargé de cours des littératures étrangères tout en faisant entrer la slavistique dans le cadre de ses obligations officielles.

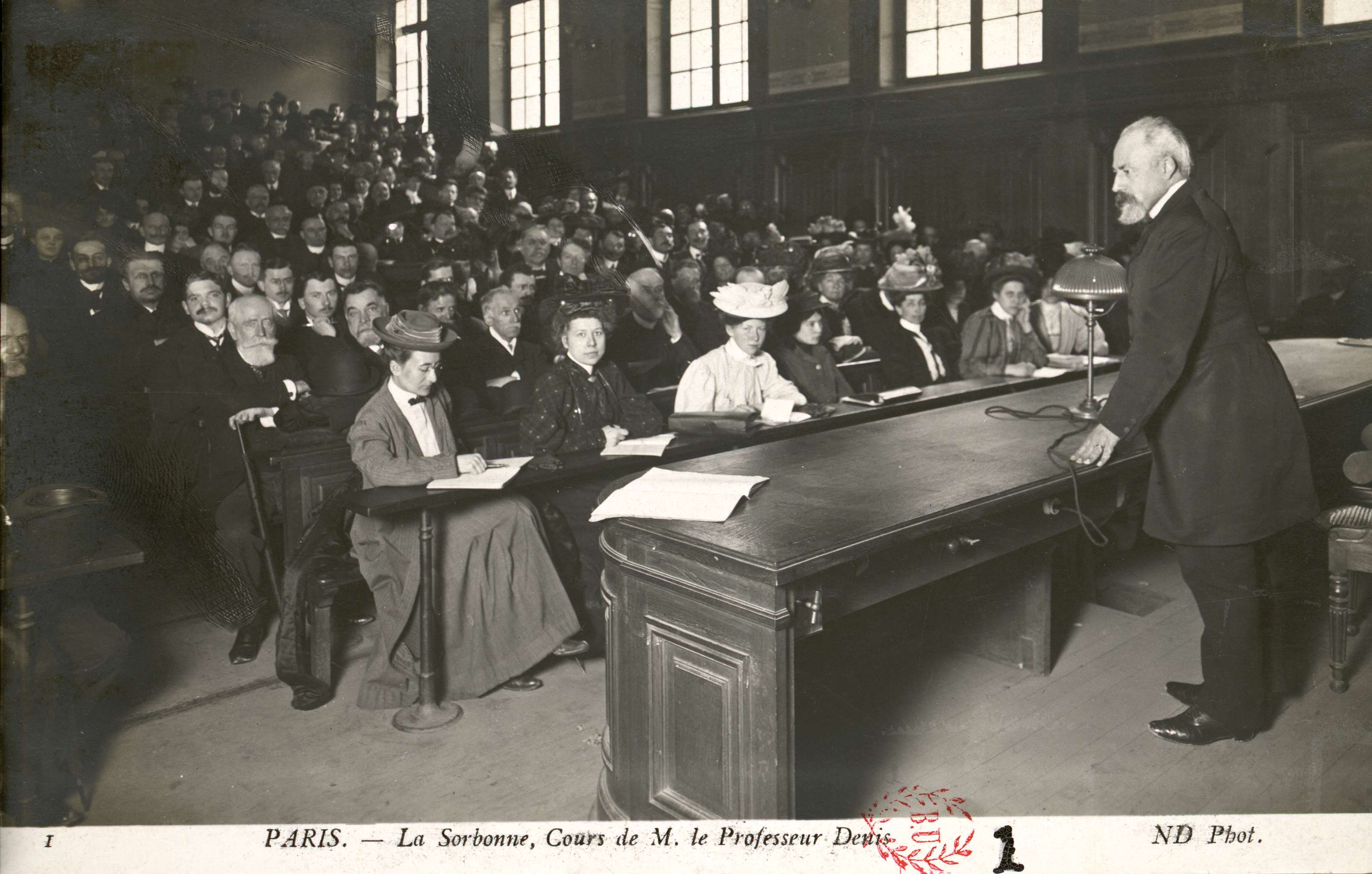
Ernest Denis face à ses étudiants en Sorbonne.

Il effectue des voyages fréquents en Bohême, en Moravie, en Pologne, en Russie et  en Allemagne entre 1885 et 1898, tout en revenant enseigner à Bordeaux.

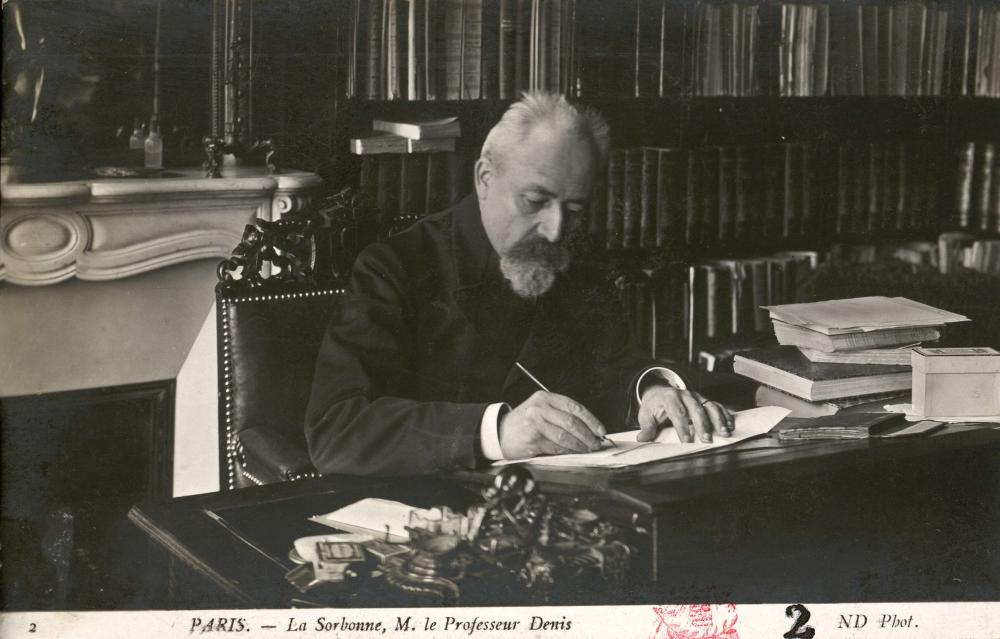
La Sorbonne. M. le professeur Denis (Bibliothèque de la Sorbonne, NuBIS)

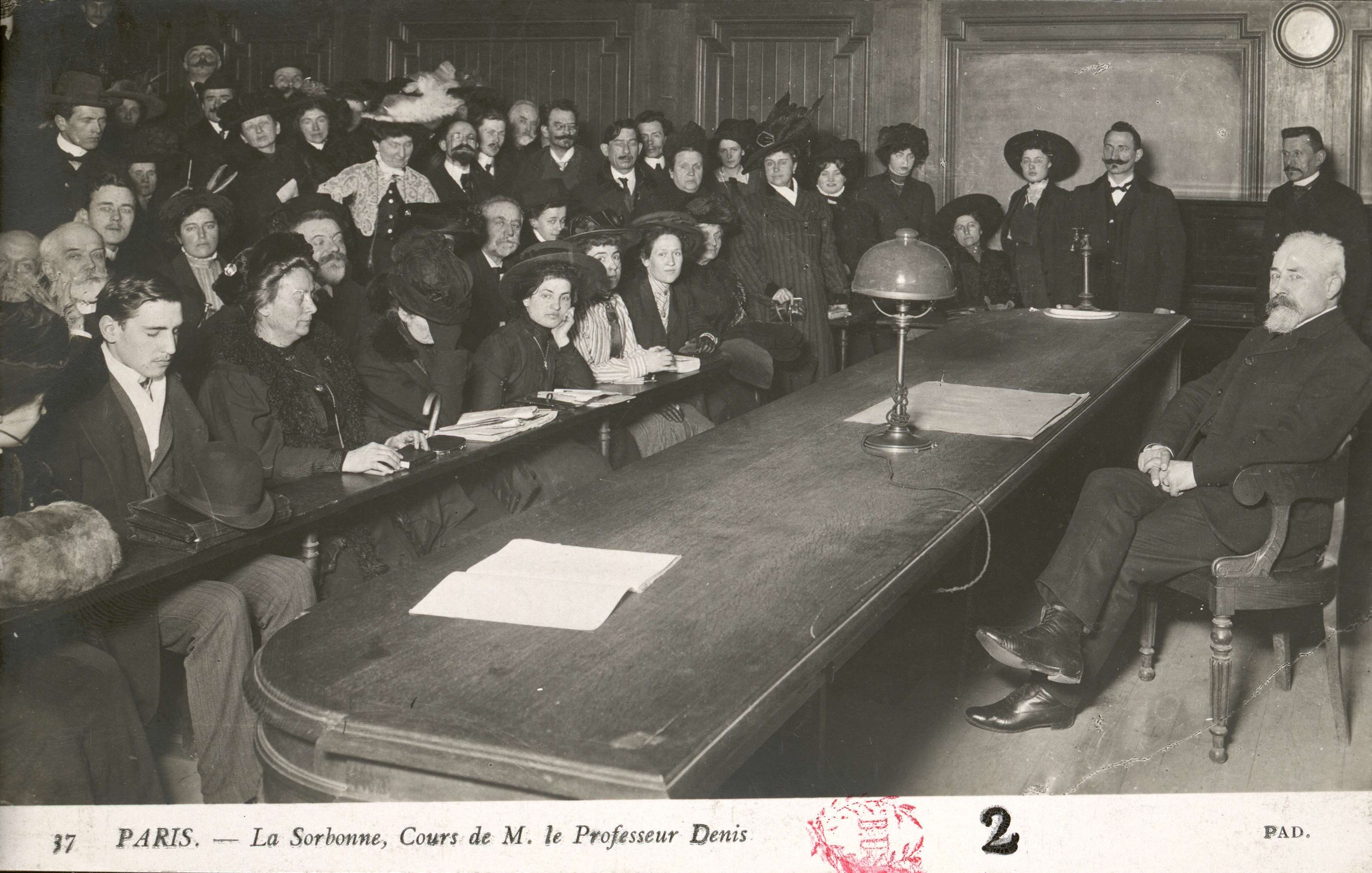
Carte postale d'un cours d'Ernest Denis à La Sorbonne dans l'amphithéâtre Descartes.

En 1896, il est nommé suppléant d'Alfred Rambaud, professeur d'histoire moderne à la Sorbonne, quand celui-ci est élu sénateur. Professeur adjoint en 1901 dans cette université, il est chargé de cours d'histoire contemporaine en 1904. En 1906 il devient titulaire de la chaire d'histoire moderne et contemporaine. À l'âge de 57 ans Ernest Denis est donc un historien reconnu. Il a alors publié plusieurs ouvrages de référence sur l'histoire de la Bohême (voir la bibliographie) et sur l'Allemagne contemporaine.
Les événements de son temps (les guerres dans les Balkans puis le déclenchement de la guerre)  mobilisent alors toute son énergie pour la défense d'une cause : la libération des peuples slaves de l'empire des Habsbourg. Avec quelques autres slavistes comme Louis Léger, Louis Eisenmann, Jules Legras, il informe les décideurs politiques de la situation interne de l'Autriche-Hongrie. Il fonde ainsi deux revues qui vont jouer un rôle de premier plan dans la connaissance des Français quant à la situation des Slaves en Europe : La Nation tchèque en 1915 puis Le Monde slave. Il aide de son mieux les Tchèques et les Slovaques qui s'installent en France après 1914. Il accueille ainsi le jeune Édouard Bénès qui a pour mission de promouvoir l'idée de l'indépendance des Tchèques en France. Il rencontre aussi le philosophe tchéco-slovaque Tomáš Masaryk et lui ouvre les colonnes de La Nation tchèque. Il contribua dès 1917 aux travaux du Comité d'études, chargé par le Président du Conseil Aristide Briand de participer à l'élaboration des buts de guerre de la France.

Cette activité est récompensée à l'automne 1918 avec la reconnaissance de l'indépendance des Tchèques et des Slovaques par les Alliés. L'empire d'Autriche-Hongrie se disloque et un nouvel État, la Tchécoslovaquie, rassemble trois peuples slaves dont les langues se ressemblent, qui n'ont jamais vraiment vécu ensemble jusqu'alors : les Tchèques (soumis aux autrichiens au sein de l'Autriche-Hongrie), les Slovaques et les Ruthènes (soumis aux hongrois au sein de l'Autriche-Hongrie).
Ces généreux efforts furent également reconnus par la création d'une chaire d'histoire des Slaves et de leur civilisation à la faculté des lettres de l'université de Paris. Cette chaire a reçu le nom de « Chaire Ernest Denis, Fondation de la République tchécoslovaque ». Le gouvernement français crée à l'École nationale des langues orientales vivantes à Paris, une chaire et un lectorat de tchèque.
En 1919 et 1920, Ernest Denis enseigne pendant deux semestres à Belgrade et Prague. Une nouvelle visite en Bohême, entreprise par Denis en octobre 1920, ressemble à un voyage triomphal. Son nom est alors connu de tous les Tchèques et il fait figure de « père fondateur » du nouvel État[réf. nécessaire] au même titre que Masaryk, Štefánik ou Beneš. En pleine gloire, il est frappé par la maladie qui l'oblige à écourter son voyage. 
Ernest Denis meurt le 4 janvier 1921 à Paris, le lendemain de son 72e anniversaire. Il est enterré au cimetière de Sceaux.

## Hommages

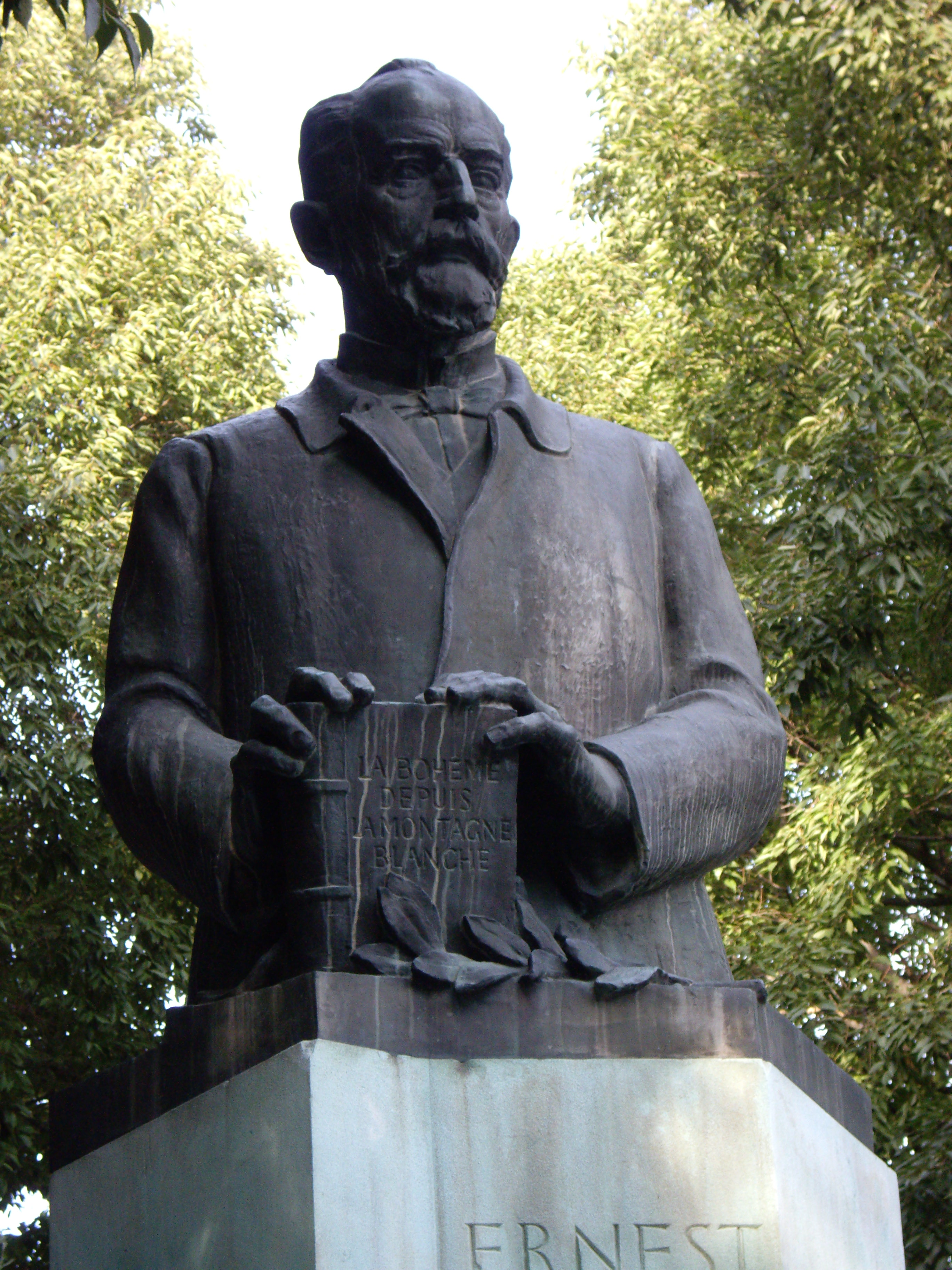
Statue d'Ernest Denis, place d'Assas à Nîmes.

L'Institut français de Prague porte son nom et un buste y est exposé dans l'entrée principale.
Un buste et une plaque commémorative en son honneur se trouvent à Prague sur la place Malostranské, l'une des plus belles places historiques de la capitale tchèque. Un autre monument en l'honneur d'Ernest Denis avait été édifié sur la même place Malostranské en 1928, mais après l'invasion de la Tchécoslovaquie par les troupes de l'Allemagne nazie en 1939, le buste avait été détruit. Un autre avait toutefois été conservé dans la ville de Nîmes et est toujours disposé sur l'une de ses plus belles places.
« La Bohême nous a appris qu'il n'est pas nécessaire de s'entre-tuer parce que les hommes ne traduisent pas tous, par les mêmes symboles, leurs angoisses communes et leurs désirs semblables » (Ernest Denis).
Une place du 6e arrondissement de Paris se trouvant à proximité de son domicile du 9 rue Michelet porte le nom de place Ernest-Denis depuis 1930.

## Œuvre principale

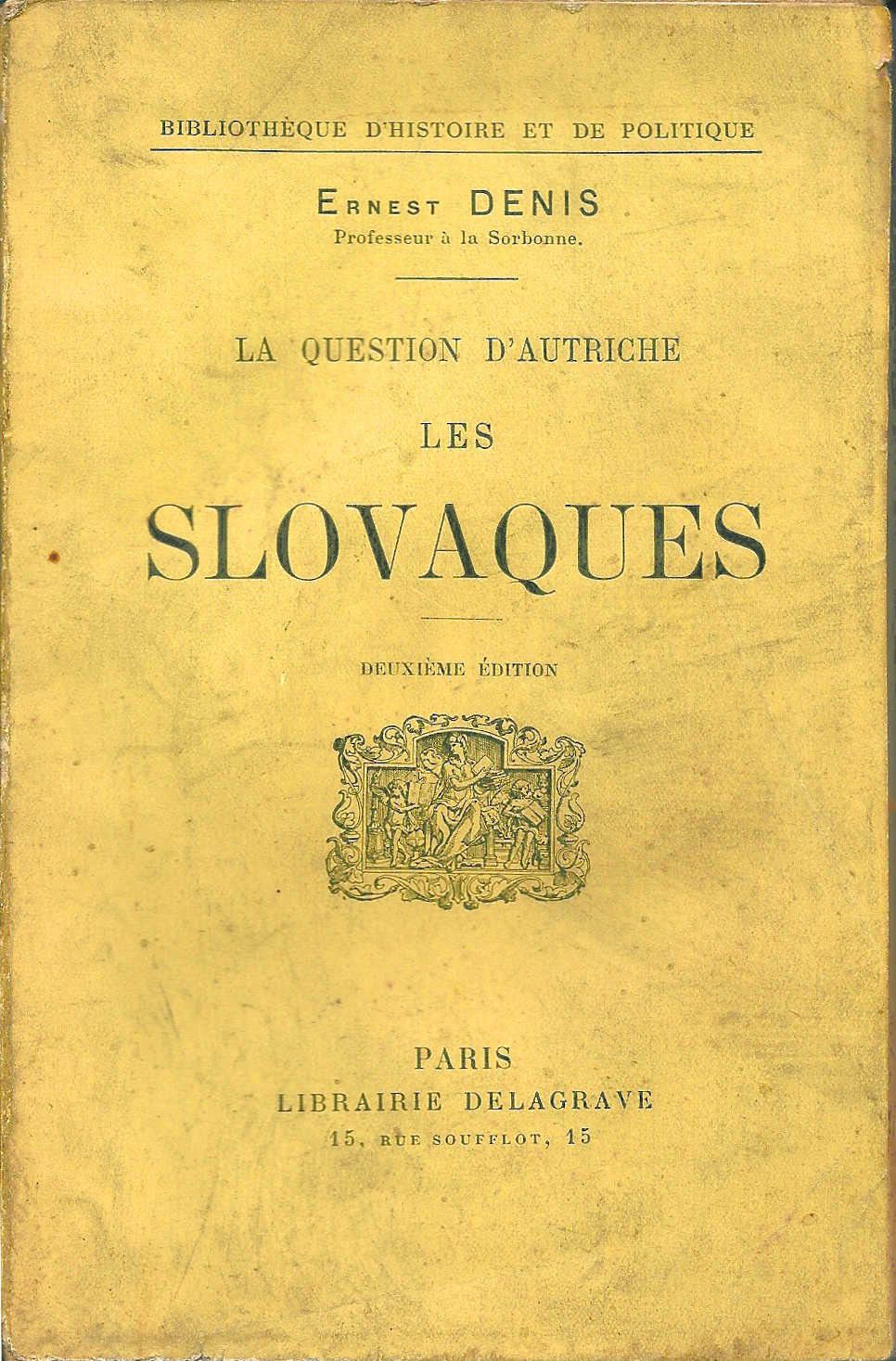
La Question d'Autriche - Les Slovaques, 1917.

- Huss et les Hussites, Paris, Leroux, 1878. Lire en ligne, prix Thérouanne en 1879.
- Les Origines de l'Unité des frères Bohêmes, Angers, 1885. Lire en ligne
- La Bohême pendant la seconde moitié du XVe siècle, 1885.
- Établissement de la dynastie autrichienne en Bohême, 1889
- Fin de l'indépendance Bohême, 1890 (2 volumes) Lire en ligne le volume 1, Lire en ligne le volume 2
- La France à Moscou, 1891.
- L’Histoire générale du IVe siècle à nos jours, ouvrage collectif, 4 volumes 1891 à 1894.
- L'Allemagne 1789-1810, 1896. Lire en ligne
- L'Allemagne 1810-1852, 1898.
- La Confédération germanique, 1898.
- Mémoires et essais sur Palacky, 1898.
- La Bohême depuis la Montagne-blanche, 1903. Lire en ligne, prix Thérouanne de l'Académie française.
- La Fondation de l'Empire allemand, (1852-1871), 1906. Lire en ligne
- Qui a voulu la guerre ?, en collaboration avec le professeur Émile Durkheim, 1914. Lire en ligne
- La Guerre. Causes immédiates et lointaines. L'intoxication d'un peuple, 1915. Lire en ligne
- La Grande Serbie, 1915. Lire en ligne
- La Question d'Autriche ; Les Slovaques, Paris, Delagrave, 1917, in-6, 283 p., avec 2 cartes hors texte. Lire en ligne
- L’Allemagne et la Paix, 1918. Lire en ligne
- La Question juive sur le territoire de la Pologne historique, 1919.

### Sources
- Les papiers personnels d'Ernest Denis sont conservés aux Archives nationales, site de Pierrefitte-sur-Seine, sous la cote 650AP : inventaire du fonds